# Sukorame (Mojoroto)
Sukorame is een bestuurslaag in het regentschap Kediri van de provincie Oost-Java, Indonesië. Sukorame telt 7790 inwoners (volkstelling 2010).